# دانسفهان
دانسفهان (بالفارسية: دانسفهان) هي مدينة إيرانية تقع في محافظة قزوين وتتبع مدينة بوئين زهرا  في ناحية رامند. يقدر عدد سكانها بـ 8,687 نسمة .